# کوسیمو آنتونلی
کوسیمو آنتونلی (ایتالیایی: Cosimo Antonelli; ۲۳ ژوئیهٔ ۱۹۲۵ – ۱۶ ژانویهٔ ۲۰۱۴) بازیکن واترپلو اهل ایتالیا بود. وی در بازی‌های المپیک تابستانی ۱۹۵۶ شرکت کرده‌است.